# Domestik
Domestik (tudi kraljevo platno) je bombažna tkanina. Je beljena, pobarvana ali tiskana. Uporabljajo jo za perilo in poletne obleke.